# Вардане
Вардане́ — курортный микрорайон в Лазаревском районе «города-курорта Сочи» в Краснодарском крае.

## География
Микрорайон Вардане охватывает черноморское побережье Сочи, от реки Детляшко на севере до реки Хобза на юге. Основная часть микрорайона располагается в устье реки Буу. Расположен в 37 км к юго-востоку от районного центра — Лазаревское, в 40 км к северо-западу от Центрального Сочи и в 270 км к югу от города Краснодара (по дороге).
Через микрорайон проходят федеральная автотрасса А-147 «Джубга-Адлер» и ветка Северо-Кавказской железной дороги. В микрорайоне действует железнодорожная платформа Вардане. 
Граничит с землями населённых пунктов: Нижняя Беранда на северо-западе, Детляжка на севере, Верхнее Буу на севере и Нижняя Хобза на юго-востоке.
Вардане расположен в узкой приморской полосе и с трёх сторон окружён горами и хребтами. Рельеф на территории посёлка преимущественно холмистый. Средние высоты составляют 36 метров над уровнем моря. Абсолютные высоты в окрестностях достигают 300 метров над уровнем моря.
Гидрографическая сеть представлена в основном рекой Буу. Вдоль южной окраины посёлка проходит хребет Варданский, являющийся водоразделом рек Буу и Хобза. Полоса галечного пляжа тянется на 600 метров в длину и 5 метров в ширину.
Климат влажный субтропический. Среднегодовая температура воздуха составляет около +14,0°С, со средними температурами июля около +24,5°С, и средними температурами января около +6,5°С. Среднегодовое количество осадков составляет около 1500 мм. Основная часть осадков выпадает в зимний период.

## Этимология
До завершения Кавказской войны, в урочище у устья реки Буу, располагались селения носившие название — Цопсын (адыг. Цӏопсын — сияющий родник) и Буап (адыг. Буап — устье реки Буу).
Современное название посёлка Вардане произошло от одноимённого убыхского общества, населявшего данную местность. Предполагается, что в названии Вардане лежит адыго-убыхское слово «данэ», что в переводе означает — шёлк. В пользу этой версии выступает то, что раньше побережье возле посёлка было усажено шелковичными деревьями, на которых усердно трудились тутовые шелкопряды. Благодаря удобному расположению местности для торговли, местные племена черкесов активно реализовывали шёлк.

## История
Вардане является одним из древнейших поселений на территории нынешнего Сочи. Первые поселения здесь были основаны ещё в каменном веке.
С эпохи Средневековья на месте современного посёлка был расположен центр одного из убыхских обществ — Вардане. Смешанное убыхо-шапсугское общество населяло земли от реки Шахе до Мамайского перевала. Главенствовала в нём княжеская фамилия — Дзепш.
Во время Кавказской войны Убыхия активно помогала наибу имама Шамиля на Западном Кавказе — Магомет Амину. Магомет-Амин, при помощи убыхских князей Берзековых, построил в Вардане единственное в Убыхии мягкеме (крепость).
В 1864 году Убыхия пала и после окончательного завершения Кавказской войны, практически всё общество Вардане было в ходе масштабного мухаджирства выселено в Османскую империю, за нежелание подчиняться военной русской администрации на Кавказе.
В том же году опустевшие земли общества Вардане были переданы в имение наместника русского императора на Кавказе — великому князю Михаилу Николаевичу.
В 1872 году великим князём Михаилом Николаевичем на территории 6 тысяч десятин было основано имение «Вардане». В имении занимались виноградарством, садоводством и скотоводством. Усадебные постройки располагались в устье реки Буу. Здесь имелись два дома — для заведующего и служащих, положивших начало существованию современного поселка Вардане.
Постепенно в посёлок начали переселяться русские поселенцы, за ними последовали понтийские греки и армяне, переселившиеся из Турции, а также немцы, эстонцы и другие.
До 1920-х годов посёлок Вардане входил в состав Сочинского округа Черноморской губернии.
В 1923 году посёлок был передан в состав Адлерского района. Затем в 1945 году в состав Лазаревского района.
10 февраля 1961 года посёлок Вардане был включён в состав города-курорта Сочи, с присвоением населённому пункту статуса внутригородского микрорайона

## Население
Население микрорайона составляет около 5 тысяч человек. Большинство населения составляют русские и армяне, также проживают греки, немцы, украинцы, адыги и молдоване.

## Образование
- МКОУ Средняя школа № 89 — ул. Молодёжная, 36.

## Улицы
Главной улицей микрорайона является улица Львовская, являющаяся частью федеральной автотрассы А-147.

| Бажанова    |
| Закатная    |
| Лаймовая    |
| Львовская   |
| Минеральная |

| Молодёжная |
| Оликовая   |
| Рассветная |
| Садовников |

| Тракторная |
| Финиковая  |
| Фруктовая  |
| Широкая    |